# Tinnura
Tinnura (sardisk: Tinnùra) er en by og en kommune (comune) i provinsen Oristano i regionen Sardinien i Italien. Byen ligger i 328 meters højde og har 245 indbyggere (2016). Kommunen har et areal på 3,85 km² og grænser til kommunerne Flussio, Sagama og Suni.